# Бразърс
Brazzers (произн. [bræzərz], Брезърс) е порнографска продуцентска компания със седалище в Никозия, Кипър и централа в Монреал, провинция Квебек, Канада. Работи също в САЩ.
Основната ѝ дейност е продуцирането на порнофилми. Основана е от Уисам Юсеф, Стефан Мано и Мат Кийзър през 2005 г. Филмите на „Brazzers“ се снимат най-вече в САЩ – в Лас Вегас, щата Невада; Лос Анджелис, Калифорния и Маями, Флорида.
Компанията притежава и мрежа от 31 различни в жанрово отношение порнографски Интернет сайтове, предоставящи платен достъп до порнографски материали. Съгласно Alexa Internet сайтът Brazzers.com има трафик-рейтинг 1478, фигурирайки в „Топ-500 по целия свят“ към август 2016 г.

## Награди
- 2011: Galaxy награда за най-добра мрежа в САЩ[2]
- 2014: XBIZ награда – Студио сайт на годината[3]
- 2015: XBIZ награда – Сайт за възрастни на годината – многожанров (Brazzers.com)[4]
- 2016: XBIZ награда – Сайт за възрастни на годината – видео (Brazzers.com)[4]
- 2017: XBIZ награда – Най-добра художествена режисура за Storm of Kings[4]
- 2020 PornHub награда – Най-популярен канал[5]